# Koen Snyders
Koen Joris Stefaan Snyders (Wilrijk, 6 september 1960) is een Belgisch politicus voor de CVP / CD&V.

## Levensloop
Hij doorliep zijn secundaire school aan het Onze-Lieve-Vrouw-van-Lourdescollege (OLVE). Vervolgens studeerde hij Rechten aan de Universiteit Antwerpen. Hierop aansluitend ging hij aan de slag op het Ministerie van Arbeid waar hij adviseur was voor de ministers Michel Hansenne, Mieke Offeciers en Jean-Luc Dehaene.
Hij werd een eerste maal verkozen bij lokale verkiezingen van 1982 op de CVP-kieslijst. Vervolgens was hij schepen van januari 1989 tot en met maart 1992. In april 1992 werd hij burgemeester, in opvolging van partijgenote Luce Aerts-Lietaer.
In oktober 2009 werd hij aangesteld tot administrateur-generaal van de Rijksdienst voor Sociale Zekerheid (RSZ) in opvolging van Pierre Vandervorst. Hij was op dat moment reeds adjunct-administrateur-generaal. Een functie die hij in 2020 nog steeds uitvoert. Hij is tevens bestuurder bij Smals, een vzw die instellingen in de sociale zekerheid ondersteund bij hun informaticabeheer.
Onder zijn bestuur werd het kasteeldomein 'Hof van Linden' aangekocht door de gemeente. Daarnaast werd het gemeenteplein vernieuwd, kwam er een nieuwe brandweerkazerne en een nieuw gemeentehuis. In 2012 moest Koen Snyders de burgemeesterssjerp doorgeven aan Koen Metsu van de N-VA omdat deze partij een coalitie had gesloten met Groen en Open Vld.

## Erkenning
In 2008 werd Koen Snyders benoemd tot Ridder in de Kroonorde.